# Антония фон Вюртемберг
Антония фон Вюртемберг (на немски: Antonia von Württemberg; * 3 април 1613 в Щутгарт; † 11 октомври 1679 в Либенцел) от фамилията Вюртемберг е принцеса от Вюртемберг, литератин, меценатка, хебраистка, християнска кабалистка.
Тя е дъщеря на херцог Йохан Фридрих фон Вюртемберг (1582 - 1628) и съпругата му принцеса Барбара София фон Бранденбург (1584 – 1636), дъщеря на курфюрст Йоахим Фридрих от Бранденбург (1546 – 1608) и първата му съпруга Катарина фон Бранденбург-Кюстрин (1549 – 1602).

След смъртта на нейния баща през 1628 г. нейният брат Еберхард III на 14 години поема херцогство Вюртемберг под регентсвото на чичо им Лудвиг Фридрих фон Монбеляр († 1631) и майка ѝ Барбара София фон Бранденбург до 8 май 1633 г.
Тя се интересува от рисуване, философия, езици, литература и особено от еврейската кабала и дарява кабалистки олтарен панел на църквата в Бад Тайнах.
Тя не се омъжва. Погребана е в манастирската църква в Щутгарт. Сърцето ѝ, по нейно нареждане, е погребано в стената на църквата Тринитатис в Бад Тайнах зад нейната научна плоча.